# 2012年の政治
< 2011年 | 2012年の政治 | 2013年 >
2012年の政治（2012ねんのせいじ）は、2012年の政治分野に関する出来事を記載する。

## 政治関係の出来事

### 1月
- 4日 - 民主党を離党した内山晃（元総務政務官）、渡辺浩一郎、豊田潤多郎、斎藤恭紀、中後淳、石田三示、三輪信昭、小林正枝、渡辺義彦の各衆院議員9名が「新党きづな」を結成[1]。
- 5日 - 昨年12月28日に結成された新党「大地・真民主党」が、党名を「新党大地・真民主」に変更[2]。
- 13日 - 内閣総理大臣野田佳彦が人心一新と体制強化を図り内閣改造を実施。野田改造内閣が発足。
- 13日 - キリバス大統領選挙(en)が行われ、アノテ・トン現大統領が再選。
- 14日 - 台湾総統選挙で馬英九総統が再選。同時に行われた立法委員選挙では馬英久総統与党である中国国民党が過半数を維持。
- 16日 - 民主党大会を開催。
- 17日 - 欧州議会はマルティン・シュルツを議長に選出[3]。
- 18日
  - タイのインラック・シナワット首相が、内閣改造を断行[4]。
  - たちあがれ日本と新党改革が参議院での統一会派を解消。その後たちあがれ日本は自民党と新たな統一会派、「自由民主党・たちあがれ日本・無所属の会」を結成。
- 20日 - 社民党党首選挙が告示され福島瑞穂党首が無投票で5回目の当選。
- 22日 - 自民党大会を開催。
- 22日 - フィンランド大統領選挙は過半数を獲得した候補者がおらずいずれも新人で1位のサウリ・ニーニスト元財務相と2位のペッカ・ハーヴィスト（英語版）元環境相で2月5日に決選投票となる事が決定。
- 24日 - 第180回国会召集。政府四演説を実施。
- 28日 - スロベニア国民議会（下院）は、ヤネス・ヤンシャを首相に選出。

### 2月
- 2日 - クウェート国民議会選挙の投開票が行われ、野党勢力が定数50の内34議席を獲得[5]。
- 5日 - 京都市長選挙で現職の門川大作が再選。
- 5日 - フィンランド大統領選の決選投票で、新人のサウリ・ニーニスト元財務相が初当選。
- 6日 - ルーマニアで反政府運動の結果エミール・ボック首相が辞任。バセスク大統領は、カタリン・プレドユ法相を暫定首相に任命。ミハイ・ラズヴァン・ウングレアーヌ元外相を次期首相に指名[6]。
- 6日 - 米国のバラク・オバマ大統領が、米国内のイラン資産を凍結する制裁の大統領令に署名。
- 7日 - モルディブのモハメド・ナシード大統領が辞任表明。
- 10日 - 復興庁が発足。また、発足に伴う内閣ポストの入れ替えを実施。閣僚ポストでは復興相に平野達男（前復興対策担当相）、防災担当相、「新しい公共」担当相、少子化対策担当相、男女共同参画担当相に中川正春（元文部科学相）を任命。副大臣ポストでは、復興副大臣に松下忠洋（前経済産業副大臣）、末松義規（前首相補佐官）、中塚一宏（内閣府副大臣）（兼務）、経済産業副大臣に柳澤光美（前経済産業政務官）をそれぞれ任命。政務官ポストでは、復興政務官にいずれも兼務で郡和子（内閣府政務官）（宮城復興局担当）、大串博志（内閣府政務官）（再生支援機構担当）、吉田泉（財務政務官）（福島復興局・茨城事務所担当）、津川祥吾（国土交通政務官）（岩手復興局・青森事務所担当）、経済産業政務官に衆院議員中根康浩をそれぞれ任命。また、首相補佐官に寺田学（前首相補佐官）を行政改革及び社会保障・税一体改革等の担当として任命。
- 13日 - トルクメニスタン大統領選挙(投票は12日)で、現職のベルドイムハメドフ大統領が再選[7]。
- 13日 - 韓国の与党・ハンナラ党が、「セヌリ党」に党名変更。
- 13日 - 米国ワシントン州知事が同性婚を認める州法案に署名、成立[8]。
- 14日 - 東日本大震災総括担当相が新設され平野達男復興相が兼務。
- 16日 - 国連総会はシリアの反体制派への弾圧を非難する決議案を採択[9]。
- 17日 - ドイツのクリスティアン・ヴルフ大統領が過去の汚職疑惑のため辞任表明[10]。
- 18日 - ラトビアで、ロシア語を第2公用語とする憲法改正の国民投票が行われ、否決[11]。
- 21日 - イエメン大統領選挙が行われアブドラボ・ハディ副大統領が当選（発表は24日）。中東で「アラブの春」での指導者の交代は4ヶ国目となった[12]。
- 21日 - 韓国のソウル中央地検は朴熺太国会議長を政党法違反の罪で起訴[13]。
- 22日 - オーストラリアのケビン・ラッド外相が辞任表明。
- 24日 - ハイチのギャリー・コニーユ首相が辞任[14]。
- 26日 - シリアの新憲法案の国民投票。結果89.4%が賛成し承認[15]。
- 27日 - オーストラリアの与党・労働党の党首選が行われ、ギラード首相が再選[16]。

### 3月
- 2日 - イラン国会議員選挙。
- 4日 - ロシア大統領選挙。ウラジーミル・プーチン首相が当選[17]。
- 4日 - 韓国で緑色党が創党大会を開き、発足[18]。
- 5日-14日 - 全国人民代表大会第5回会議を開催。
- 8日 - 平成24年度予算案が衆議院本会議で可決。
- 10日 - スロバキア国民議会選挙。最大野党で中道左派政党「方向・社会民主主義」が単独過半数を確保[19]。
- 15日 - 米韓FTA発効。
- 16日 - モルドバ議会で大統領選出の議員投票が行われ、ニコライ・チモフチが選出[20]。
- 17日 - 東ティモール大統領選挙。
- 18日 - ドイツ連邦大会議でヨアヒム・ガウクが第11代ドイツ大統領に選出[21]。
- 18日 - ギニアビサウ大統領選挙。
- 18日 - ギリシャの最大与党・全ギリシャ社会主義運動 (PASOK)は、ベニゼロス財務相を党首に選出[22]。
- 21日 - マリの首都・バマコで軍部隊によるクーデター。翌22日に憲法停止を表明[23]。
- 25日 - 野田佳彦首相が、カナダのスティーヴン・ハーパー首相と会談。経済連携協定 (EPA)の交渉入りで合意[24]。
- 25日 - 香港行政長官選挙が行われ、梁振英が当選[25]。
- 25日 - セネガル大統領選挙（決選投票）。マッキー・サル元首相が勝利宣言[26]。
- 25日 - 熊本県知事選挙で現職の蒲島郁夫が再選。
- 26日-27日 - 第2回核安全保障サミットが、韓国・ソウルで開催。
- 26日 - 韓国とトルコの首脳会議でFTA交渉が妥結、協定文に仮署名[27]。
- 28日-29日 - 第4回BRICS首脳会議がインド・ニューデリーで開催。デリー宣言を採択。
- 29日 - アラブ連盟首脳会議がイラク・バグダードで開催。
- 30日 - 消費税増税法案を閣議決定、国民新党の亀井静香代表が決定に抗議し連立政権離脱を表明するも、所属議員8名中6名が連立維持を表明し事実上の分裂状態に。
- 30日 - 総務副大臣黄川田徹、文部科学副大臣森裕子、厚生労働副大臣牧義夫、総務大臣政務官主濱了の4名が消費税増税法案の閣議決定に抗議し辞表を提出。

### 4月
- 1日 - ミャンマー連邦議会補欠選挙。45議席中40議席を国民民主連盟 (NLD)が獲得[28]。
- 2日 - ハンガリーのシュミット・パール大統領が博士論文での盗用疑惑により、辞任表明[29]。
- 4日 - セルビアのボリス・タディッチ大統領が辞任表明[30]。
- 5日 - 国民新党が役員人事を行い、代表・亀井静香の後任に自見庄三郎（郵政改革・金融担当相）、亀井亜紀子（政調会長）の後任に浜田和幸（外務政務官）をそれぞれ起用。
- 6日 - 前総務副大臣・黄川田徹の後任に衆院議員大島敦、前文部科学副大臣・森裕子の後任に衆院議員高井美穂、前厚生労働副大臣・牧義夫の後任に衆院議員西村智奈美、前総務大臣政務官・主濱了の後任には参院議員加賀谷健をそれぞれ任命。
- 6日 - 国民新党の前代表・亀井静香と前政調会長・亀井亜紀子が離党。
- 6日 - マリで、反政府武装勢力アザワド解放民族運動 (MNLA)が北部アザワドの独立を宣言[31]。(アザワド独立宣言参照)
- 6日 - マリの北部独立宣言を受け、反乱していた軍部は政権への実権返還に合意[32]。（マリ軍事クーデターも参照）
- 11日 - 民主党の衆院議員平山泰朗が消費税増税に反対の為、離党届を提出。
- 11日 - 韓国第19代総選挙。セヌリ党が単独過半数を維持[33]。
- 11日 - 北朝鮮・朝鮮労働党第4回党代表者会において、金正恩が第一書記に就任。
- 13日 - モンゴルの国家汚職対策局はナンバリーン・エンフバヤル前大統領を汚職の容疑で逮捕[34]。
- 13日 - 韓国・民主統合党の韓明淑党首が総選挙での敗北を受け、辞任表明[35]。
- 13日 - 北朝鮮の最高人民会議が開かれ、第一書記・金正恩が国防委員会第一委員長に就任、全権を掌握[36]。
- 16日 - 消費増税法案専任のため、副総理岡田克也は兼務していた公務員制度改革担当相を離任。中川正春（防災担当相）が兼務。
- 16日 - 東ティモール大統領選の決選投票が行われ、翌17日、タウル・マタン・ルアク前軍司令官が当選[37]。
- 16日 - 都道府県で初となる通年議会が栃木県議会で開会[38]。
- 20日 - 参院本会議で国土交通大臣前田武志、防衛大臣田中直紀の2名に対する問責決議案が可決[39]。
- 22日 - フランス大統領選挙が行われ、有効投票数の過半数を獲得した候補者は不在だったため、1位の野党・社会党のフランソワ・オランド前第一書記と2位で現職のニコラ・サルコジ大統領が5月6日に行われる決選投票に進出。
- 23日 - 中川正春防災担当相は兼務していた少子化対策担当相を離任。厚生労働大臣小宮山洋子が兼務。
- 23日 - オランダのマルク・ルッテ首相は、ベアトリックス女王に内閣総辞職の意向を伝え受理[40]。
- 25日 - 米国・コネチカット州知事が死刑廃止法案に署名、成立。米国内の死刑廃止州はこれで17州となった[41]。
- 26日 - 資金管理団体「陸山会」の土地購入疑惑事件で、政治資金規正法違反の罪に問われた民主党の小沢一郎元代表に東京地裁が無罪判決[42]。指定弁護士は5月9日に控訴。
- 26日 - パキスタン最高裁判所は、ギラニ首相に対して法廷侮辱罪で有罪判決[43]。
- 27日 - ルーマニア議会はウングレアーヌ首相の内閣不信任案を可決。
- 27日 - 参院本会議で改正郵政民営化法案が可決し、成立。

### 5月
- 2日 - ハンガリー国会でアーデル・ヤーノシュが大統領に選出[44]。
- 3日 - ロンドン市長選挙が行われ、現職のボリス・ジョンソンが再選。
- 6日 - フランス大統領選挙の決選投票が行われ、現職のサルコジ大統領を破り、社会党のオランド前第一書記が初当選[45]。なお、同時に17年ぶりとなる政権交代になった。
- 6日 - 2012年5月ギリシャ議会総選挙。連立与党（新民主主義党・全ギリシャ社会主義運動）が過半数を割り込み、緊縮財政政策反対派の野党が躍進[46]。
- 6日 - セルビアで、総選挙及び大統領選挙が実施。大統領選は単独過半数に達せず決選投票。
- 7日 - シリア議会選挙。
- 7日 - プーチン首相がロシア大統領に就任[47]。後任の首相にメドヴェージェフ前大統領が就任。
- 7日 - ルーマニア議会で、社会民主党のヴィクトル・ポンタ党首を首相とする新内閣を承認[48]。
- 8日 - 自見庄三郎金融担当相が兼務していた郵政改革担当相を「郵政民営化担当相」に改称。
- 10日 - 民主党の小沢一郎元代表の党員資格停止処分を解除。
- 10日 - 石井一参院予算委員長が辞任。
- 13日 - 第5回日中韓サミット（3ヶ国首脳会議）が、中国・北京市で開会。
- 15日 - フランス大統領に社会党のオランド次期大統領が就任。ジャン＝マルク・エローを首相に指名[49]。
- 15日 - 韓国の与党・セヌリ党は、党大会で党代表に黄祐呂を選出。
- 16日 - ギリシャで連立交渉が決裂、再選挙実施が確定。カロロス・パプーリアス大統領は、選挙管理内閣の暫定首相にパナギオティス・ピクラメノスを任命。
- 18日 - 2005年に自民党を離党していた衆院議員城内実が自民党に復党。
- 18日-19日 - 米国メリーランド州・キャンプ・デービッドで第38回主要国首脳会議開催。
- 19日 - ギリシャのパプリアス大統領は議会解散大統領令に署名。
- 20日 - セルビア大統領選挙（決選投票）。セルビア進歩党党首のトミスラブ・ニコリッチが当選[50]。
- 20日 東ティモールでタウル・マタン・ルアクが新大統領に就任。
- 20日-21日 米国・シカゴでNATO首脳会議開催。欧州ミサイル防衛の稼働を宣言。シカゴ宣言を採択。
- 23日 - 欧州連合緊急首脳会議がブリュッセルで開催。
- 23日-24日 - エジプト大統領選挙。候補者が過半数の得票に至らず、決選投票が実施へ[51]。
- 26日 - マリ北部で、独立宣言を行った反政府武装勢力・アザワド解放民族運動 (MNLA)が、イスラム過激派勢力・アンサル・ディーンと合流[52]。
- 28日 - ネパール制憲議会は、期限内に憲法制定の合意に至らず議会を解散[53]。
- 29日 - 米国・テキサス州での共和党予備選にミット・ロムニー前マサチューセッツ州知事が勝利し、党大統領候補指名に必要な代議員数を確保[54]。
- 30日 - シエラレオネ特別法廷は、元リベリア大統領のチャールズ・テーラー被告に禁錮50年の判決[55]。
- 31日 - アイルランドでEU新財政協定参加に関する国民投票が行われ、賛成票が60%となり承認[56]。
- 31日 - エジプトの軍最高評議会は非常事態法の適用終了を宣言。1981年に同法を適用、期間が延長されてきた[57]。

### 6月
- 1日 - ロシアで地方政府知事などの公選制度が復活。
- 2日 - エジプト・カイロの裁判所で、デモ参加者を殺害を命じた罪によりホスニー・ムバーラク前大統領に終身刑の判決[58]。
- 4日 - 野田佳彦首相が内閣改造を断行。野田再改造内閣が発足。
- 6日 - シリアのアサド大統領はリヤド・ヒジャブ（英語版）前農相を新首相に任命。
- 7日 - デンマーク議会で、同性結婚を認める法案を可決、成立。
- 9日 - 韓国・民主統合党全党大会で李海瓚前首相が党代表に選出[59]。
- 10日 - 沖縄県議会議員選挙の投開票が行われ、今回も知事与党は過半数に届かなかった[60]。
- 10日、17日 - フランス議会総選挙。
- 14日 - エジプトの最高憲法裁判所が選挙法の一部を違憲とし、人民議会を無効だとする判決を下す。これを受け、軍最高評議会は立法権掌握を宣言[61]。
- 16日-17日 - エジプト大統領選挙の決選投票。
- 17日 - 2012年6月ギリシャ議会総選挙が行われ、新民主主義党が129議席、全ギリシャ社会主義運動が33議席を確保し、緊縮推進派が過半数を制す[62]。
- 18日 - 民主党の衆院議員平智之は原発再稼動の反対と消費増税の抗議のため、離党届を提出。
- 18日-19日 - 20ヶ国・地域首脳会合（メキシコ）が開催。
- 20日 - ギリシャの首相に新民主主義党のアントニス・サマラス党首が就任[63]。
- 21日 - 第180回国会（通常国会）の会期を79日間延長[64]。
- 22日 - パラグアイの上院で大統領への弾劾決議が可決し、フェルナンド・ルゴ大統領は失職。フェデリコ・フランコ（英語版）副大統領が大統領に昇格[65]。
- 22日 - パキスタンの下院はペルベズ・アシュラフ（英語版）前情報技術相を首相に選出[66]。
- 24日 - エジプトの選挙管理委員会が、大統領選挙決選投票でムハンマド・ムルシーの当選を発表[67]。
- 26日 - 三党合意に基づき、消費税を2014年4月1日から8%、2015年10月から10%に引き上げる消費税法等の改正案が衆議院本会議で賛成多数で可決。民主党衆院議員の72名（反対 57名、棄権・欠席 15名）と自民党の中川秀直元幹事長（棄権）の計73名が造反。
- 27日 - 民主党の総務大臣政務官福田昭夫が消費税増税に抗議のため、辞任。
- 27日 - 無所属の衆院議員・平山泰朗が国民新党と統一会派を結成。これに伴い会派名を「国民新党」から「国民新党・無所属会」に変更。
- 28日 - モンゴル国民大会議 総選挙。
- 28日 - 米国・下院は、エリック・ホルダー司法長官を議会侮辱罪で告発する決議案を可決[68]。
- 30日 - アイスランドで大統領選挙が行われ、オラフル・ラグナル・グリムソン大統領が5選[69]。

### 7月
- 1日 - メキシコ大統領選挙。
- 3日 - 民主党は常任幹事会で、消費税増税法案の採決で小沢一郎元代表ら離党届を提出した造反議員の衆院議員37名を除籍（除名）処分、離党しない19名の衆院議員は党員資格停止処分で鳩山由紀夫（元首相）は重く6ヶ月間、山田正彦（元農相）ら他の18名は2ヶ月間の停止処分。棄権・欠席した原口一博（元総務相）、小沢鋭仁（元環境相）ら15名の衆院議員は幹事長注意処分をそれぞれ決定。一方、参院議員12名は採決が行われていないため、衆院議員・平智之は採決に反対する前に離党届を提出していたため、それぞれ離党届を受理。
- 4日 - 民主党の衆院議員加藤学（党員資格停止2ヶ月）が、小沢一郎（元代表）が設立する新党に参加するため、離党届を提出。
- 4日 - 欧州議会は、模倣品・海賊版拡散防止条約 (ACTA)の批准を賛成39票、反対478票、棄権146票で否決[70]。
- 6日 - 民主党の参院議員米長晴信が消費税増税に反対のため、離党届を提出。
- 6日 - 民主党の衆院議員稲見哲男を福田昭夫の後任の総務大臣政務官に任命。
- 6日 - ルーマニア議会は、トラヤン・バセスク大統領の職務停止を決議[71]。
- 7日 - リビア制憲議会選挙。
- 7日 - 2012年東ティモール国民議会選挙。シャナナ・グスマン首相率いる東ティモール再建国民会議が第1党となった。
- 8日 - 鹿児島県知事選挙が投開票。現職の伊藤祐一郎が3選。
- 9日 - 民主党は臨時の常任幹事会で、消費増税関連法案の採決で反対し、新党を結成するため離党届を提出した小沢一郎元代表ら36名の衆院議員を除籍（除名）処分、党員資格停止6ヶ月の鳩山由紀夫元首相は短縮し3ヶ月間、他の17名は、党員資格停止2ヶ月でそれぞれ正式決定。
- 10日 - 民主党の衆院議員高邑勉が山口県知事選挙に出馬するため、議員辞職。
- 11日 - 無所属の小沢一郎（元民主党代表）らが新党「国民の生活が第一」を結成。代表は小沢一郎が就任。議員数は、衆院議員 37名、参院議員 12名の計49名。
- 13日 - 民主党は、前衆院議員・高邑勉の辞職に伴って三浦昇山口県議の繰上げ当選を決定。
- 13日 - 自民党は党紀委員会で、前衆院議員中野正志の離党届を受理。
- 17日 - 民主党の舟山康江、行田邦子、谷岡郁子の3参院議員が関西電力大飯原発再稼働や消費税増税への反対を理由に離党届を提出。その後、無所属の亀井亜紀子（参院議員）と4名で新会派「みどりの風」を結成すると発表。
- 17日 - 民主党は、4日に離党届を提出した衆院議員・加藤学（党員資格停止2ヶ月）に除籍処分を正式決定。その後、小沢一郎が結成した新党・国民の生活が第一に合流。
- 17日 - 民主党の前衆院議員・高邑勉の辞職に伴って繰上げ当選した衆院議員・三浦昇が会派「民主党・無所属クラブ」に参加。
- 18日 - 民主党の衆院議員中津川博郷が消費税増税・尖閣諸島問題に反対の為、離党届を提出。
- 19日 - 無所属の横粂勝仁、中島政希、木内孝胤の3衆院議員が新会派「改革無所属の会」を結成。昨日離党届を提出した衆院議員・中津川博郷も離党届が受理され次第合流。
- 19日 - インド大統領選挙。プラナブ・ムカジー前財務相が当選。
- 23日 - 民主党は、離党届を提出した衆院議員・中津川博郷（党員資格停止2ヶ月）を除籍処分、舟山康江・行田邦子・谷岡郁子の各参院議員の離党を認めることをそれぞれ決定。
- 23日 - 本日離党した、舟山康江・行田邦子・谷岡郁子の各参院議員が新会派「みどりの風」を結成。
- 24日 - エジプトのムハンマド・ムルシー大統領が、ヒシャム・カンディール水資源・灌漑相を首相に指名。
- 24日 - ガーナのジョン・アッタ・ミルズ大統領が死去。ジョン・ドラマニ・マハマ副大統領が大統領に昇格[72]。
- 27日 - セルビア議会は中道連立内閣を承認、セルビア社会党のダチッチ党首が首相に就任[73]。
- 28日 - 環境保護政党「緑の党」の結成総会が開かれ、政策趣旨とともに設立を確認。また、結成とともに、政治団体「みどりの未来」は解散[74]。
- 29日 - 山口県知事選挙で現職の二井関成知事から後継指名を受けた元国土交通省官僚の山本繁太郎が初当選。
- 29日 - ルーマニアで、バセスク大統領弾劾の是非を問う国民投票が行われたが、投票率が過半数に達せず不成立[75]。
- 31日 - 無所属の衆院議員・中津川博郷が院内会派「改革無所属の会」に入会[76]。

### 8月
- 1日 - 無所属の参院議員長谷川大紋が会派「自民党・たちあがれ日本・無所属の会」に入会。これによって、第1会派の「民主党・無所属クラブ」の88名に1議席差に迫った[77]。
- 3日 - パプアニューギニア議会は、ピーター・オニールを首相に選出。マイケル・ソマレ前首相との二重政府状態を解消[78]。
- 9日 - 民主党の衆院議員小林興起と小泉俊明が野田内閣に対する内閣不信任決議案に賛成票を投じることを理由に離党届を提出。
- 9日 - 国民の生活が第一、みんなの党、共産党、社民党、新党きづな、新党日本の野党6党が衆院に提出した野田内閣に対する内閣不信任決議案が採決され、賛成86票、反対246票で否決。自民党・公明党は棄権に回ったが、自民党の元幹事長・中川秀直、衆院議員小泉進次郎、元総務相・菅義偉、元官房長官・塩崎恭久、元法務副大臣・河井克行、元外務政務官・柴山昌彦、元内閣府政務官・松浪健太、民主党の衆院議員の小林興起と小泉俊明の9名が造反。
- 10日 - 社会保障と税の一体改革関連法案が参院で採決され、賛成188票、反対49票で可決。これにより、2014年4月から8%、2015年10月から10%に2段階で増税となる見通し。なお、民主党から徳永エリ・水戸将史・植松恵美子・大久保潔重・有田芳生・田城郁の各参院議員が造反。
- 10日 - 愛知県の大村秀章知事が次期衆院選挙に候補者を擁立するために新党「中京維新の会」を結党。なお、自身が会長（党首）を務める日本一愛知の会は地域政党として存続する。
- 17日 - 民主党衆院議員の小林興起と小泉俊明、と前衆院議員前田雄吉が政治団体（地域政党）「減税日本」に入党。同時に党役員人事も実施され、小林が代表代行（新設）、小泉が幹事長（選対委員長(愛知県議)広沢一郎の後任）にそれぞれ任命。同時に佐藤夕子・小林・小泉 各衆院議員の3名で衆院の新会派「減税日本」を届け出。
- 29日 - 参院本会議で首相・野田佳彦に対する問責決議案が賛成129票、反対91票で可決。歴代の首相に対する問責決議案の可決は、いずれも自民党の福田康夫（2008年）、麻生太郎（2009年）に次いで3人目。
- 31日 - 減税日本の佐藤夕子・小林興起・小泉俊明の各衆院議員と無所属衆院議員の平智之が衆院の新会派「減税日本・平安」を結成。

### 9月
- 8日 - 第180回国会（通常国会）が閉会。
- 9日 -  香港立法会選挙。
- 10日 - 民主党代表選挙が告示。立候補者は、現職の野田佳彦（首相）、いずれも新人の赤松広隆（元農相）、原口一博（元総務相）、鹿野道彦（前農相）の4議員。
- 10日 - 郵政民営化・金融担当相松下忠洋が死去。
- 10日 -  ソマリアは議会で大統領選挙を実施。ハッサン・シェイク・モハムドを大統領に選出。
- 10日 - 松下忠洋前郵政民営化・金融担当相の後任の金融担当相に財務相安住淳が事務代理で兼務、郵政民営化担当相は、当面の間 野田佳彦首相自身が執行した[79]。
- 11日 - 経済的、社会的及び文化的権利に関する国際規約（国際人権規約A規約）第13条2項(b)、(c)の規定（中等教育・高等教育についての無償化の漸進的導入）の留保撤回を閣議決定し、国際連合へ通告[80][81]。
- 11日 - 民主党の元官房副長官松野頼久、衆院議員石関貴史、参院議員水戸将史、自民党の元内閣府政務官松浪健太、みんなの党の参院議員小熊慎司、上野宏史、桜内文城がそれぞれ離党届を提出。この国会議員 7名は、大阪市長橋下徹（大阪維新の会代表）が結成する新党・日本維新の会に参加することを正式に確認。
- 11日 - 国会が閉会中のため、田中俊一原子力規制委員会委員長ならびに委員を首相権限で任命。さらに、原子力規制委員会発足までの間、委員長ならびに委員の5名を内閣官房参与に任命[82]。
- 12日 - オランダ下院選挙が行われ、自由民主党が第1党を維持[83]。
- 12日 - リビア制憲議会はムスタファー・アブーシャーグールを首相に指名。
- 14日 - 自民党総裁選挙が告示。立候補者は、いずれも新人の安倍晋三（元首相）、石破茂（前政調会長）、町村信孝（元官房長官）、石原伸晃（幹事長）、林芳正（政調会長代理）の5議員。
- 14日 - 公明党代表選挙が告示され、立候補者は、現職の山口那津男のみだったため、無投票で3選された。
- 9月19日 - 原子力規正委員会が正式に発足。
- 21日 - 民主党代表選挙が投開票され、野田佳彦が1回目の投票で過半数の818ポイントを獲得し大差で再選。国会議員票（1名2ポイント）や党員・サポーター票（1名1ポイント）など合計1,231ポイントの内66%にあたる818ポイントを獲得。次点の赤松広隆元農相は123ポイント、原口一博元総務相は154ポイント、鹿野道彦前農相は113ポイントで遠く及ばなかった。
- 24日 - 内閣総理大臣・野田佳彦が民主党役員人事を行い、政調会長前原誠司の後任に細野豪志（環境相兼原発事故担当相）、幹事長代行樽床伸二の後任に安住淳（財務相）、国対委員長城島光力の後任に山井和則（国対副委員長）の昇格をそれぞれ内定。また、幹事長輿石東（参院議員会長兼務）の再任が決定。
- 25日 - 日本維新の会が、所属国会議員の活動拠点となる「東京事務所」（東京都千代田区霞が関）を開設。事務所長に元自民党衆院議員近江屋信広が就任。
- 25日 - 民主党の衆院議員今井雅人と自民党の衆院議員谷畑孝が、日本維新の会に参加するため、それぞれ所属政党に離党届を提出。同党の所属議員はすでに参加が決まっている松野頼久（元官房副長官）ら衆参議員9名となった。
- 26日 - 自民党総裁選挙が投開票され、元首相・安倍晋三が前政調会長・石破茂を破り、第25代総裁に選出。第1回投票（議員・党員票）では、石破 199票、安倍 141票、石原伸晃（幹事長） 96票、町村信孝（元官房長官） 34票、林芳正（政調会長代理） 27票と石破が安倍を圧倒したが、決選投票（議員票）では、安倍 108票、石破 89票となった。総裁経験者が再び総裁に就くのは初、総裁選で決選投票となったのは1972年以来40年振り、1回目の投票で2位の候補が決選投票で逆転勝利したのは1956年の元首相石橋湛山が当選した総裁選以来56年振りとなった。
- 26日 - 民主党の和嶋未希衆議院議員が、酒田市長選挙に無所属で出馬する意向を表明し離党届を提出。その後衆議院議長に議員辞職願を提出し、10月9日付で議員辞職が許可された。
- 28日 - 新党「日本維新の会」が結党。代表に橋下徹大阪市長、幹事長に松井一郎大阪府知事がそれぞれ就任。松野頼久（元官房副長官）ら衆参7名の議員が合流。党本部は大阪市内に置き、東京・霞が関に議員の活動拠点となる東京事務所を設置。大阪府議らが参加している地域政党「大阪維新の会」は、同党の傘下に入った。
- 28日 - 自民党の総裁安倍晋三が党役員人事を決定し、副総裁に高村正彦（元外相）、幹事長に石破茂（前政調会長）、幹事長代行に菅義偉（元総務相）、政調会長に甘利明（元経済産業相）、国対委員長に浜田靖一（国対委員長代理）、総務会長に細田博之（元幹事長）がそれぞれ就任。
- 28日 - みんなの党の代表渡辺喜美が無投票で再選。
- 28日 - 民主党は24日に行った党役員人事を承認し、幹事長の輿石東（参院議員会長兼務）、幹事長代行の安住淳（財務相）、政調会長の細野豪志（環境相兼原発事故担当相）、国対委員長の山井和則（国対副委員長）がそれぞれ就任。安住と細野は10月1日の内閣再々改造までの間、閣僚ポストと兼務。
- 29日 - 政治団体・日本創新党が、新党・日本維新の会に合流。

### 10月
- 1日 - 内閣総理大臣・野田佳彦が内閣改造を断行。野田再々改造内閣が発足。
- 1日 - 無所属の衆院議員平山泰朗が、国民新党に入党。同時に、同党国対委員長に就任。また、平山の入党に伴い衆院会派「国民新党・無所属会」を「国民新党」に名称変更。
- 1日 - グルジア議会選挙。
- 2日 - 内閣総理大臣・野田佳彦が野田再々改造内閣の副大臣、政務官、首相補佐官人事を決定。
- 2日 - 無所属の谷畑孝（衆院議員）と今井雅人（衆院議員）、元日本創新党の中田宏（前横浜市長）・山田宏（前東京都杉並区長）・齋藤弘（前山形県知事）がそれぞれ日本維新の会 に入党。
- 2日 - みんなの党は、幹事長江田憲司、政調会長浅尾慶一郎、国対委員長山内康一ら全党役員の留任を決定。
- 4日 - 自民党の元幹事長古賀誠が古賀派会長を辞任。後任に岸田文雄（前国対委員長）が就任し、古賀派から岸田派に改称。
- 4日 - 自民党の副総裁高村正彦が高村派会長を辞任。後任に大島理森（前副総裁）が就任し、高村派から大島派に改称。
- 4日 - ヨルダンのアブドラ国王は、下院を解散。
- 5日 - 民主党は、衆院議員和嶋未希の山形県酒田市長選出馬に伴い、繰上当選する見通しとなっていた川口民一（元岩手県雫石町長）について、国民の生活が第一・岩手県連大会に出席していたことによる反党行為のため、除籍（除名）処分を決定。これにより、繰上当選の対象者は渡部一夫（元福島県南相馬市議）となった。また、本日提出した和嶋の離党届を受理し、日本維新の会に合流した松野頼久・石関貴史・今井雅人 各衆院議員と参院議員・水戸将史の除籍（除名）処分もそれぞれ決定[84]。
- 5日 - 民主党の衆院議員杉本和巳が、みんなの党に合流するため離党届を提出、その後16日にみんなの党に入党。
- 7日 - ベネズエラ大統領選挙。現職のウゴ・チャベス大統領の4選が決定。
- 7日 - リビア制憲議会は、ムスタファー・アブーシャーグール首相の2回目の組閣案を否決。期限内に組閣できなかったことから首相の不信任案を可決し、首相を解任[85]。
- 7日 - フィリピン政府と、モロ・イスラム解放戦線は、和平の枠組みに合意したことを発表。
- 7日 - クウェートのサバハ首長は、国民議会を解散。
- 10日 - ヨルダンのアブドラ国王は、アブドゥッラー・アン＝ヌスール元副首相を暫定首相に任命。
- 14日 - リトアニア総選挙。同時に行われた「原発新設の是非を問う国民投票」では、原発新規建設反対票が6割以上を占める結果に[86]。
- 14日 - ロシア統一地方選挙。
- 14日 - リビア制憲議会は、アリー・ゼイダーン氏を首相に指名。
- 16日 - 無所属の衆院議員土肥隆一が衆院会派「民主党・無所属クラブ」に合流。
- 16日 - イスラエル議会は、議会を解散。
- 17日 - グルジアのサーカシビリ大統領はグルジアの夢のビジナ・イヴァニシヴィリ党首を新首相に指名。
- 17日 - ロシアのプーチン大統領は、ゴヴォルン地域発展相を解任し、スリュニャエフ前コストロマ州知事を任命。
- 17日 - ソマリア議会は、アブディ・ファラ・シルドン氏の首相就任を承認[87]。
- 17日 - ウルグアイで、人工妊娠中絶を合法化する法案が可決、成立[88]。
- 18日 - 国連・安全保障理事会（国連安保理）の非常任理事国の改選投票が行われ、韓国、オーストラリア、ルクセンブルク、アルゼンチン、ルワンダの5ヶ国を選出[89]。
- 20日 -  チェコ上院選挙で19日と20日、投票が行われた結果、最大野党の社会民主党が第1党となり、非改選議席と合わせて上院過半数を制す。
- 21日 - 新潟県知事選挙で現職の泉田裕彦が3選。
- 22日 - 渡部一夫（元福島県南相馬市議）が衆院議員に初当選。
- 23日 - 田中慶秋（法務・拉致問題担当相）が辞任。後任が決まるまでは小平忠正（国家公安委員長）が臨時代理。
- 23日 - 新党きづな の衆院議員渡辺義彦が離党届を提出。国民の生活が第一に入党。
- 24日 - 田中慶秋前法務・拉致問題担当相の後任の法相に滝実元法相、拉致問題担当相に藤村修官房長官がそれぞれ任命。
- 25日 - 石原慎太郎東京都知事が新党を結成し、次期衆院選に出馬するために辞職すると表明。
- 28日 - 松下忠洋前郵政民営化・金融担当相の死去に伴う、衆院鹿児島3区の補欠選挙で自民党・元職の宮路和明が7回目の当選。
- 28日 - 富山県知事選挙が実施され、現職の石井隆一知事が3選。
- 28日 - 岡山県知事選挙が実施され、新人の伊原木隆太が初当選。
- 28日 - リトアニア総選挙の決選投票。中道左派で野党のリトアニア社会民主党が第1党となり、現与党の祖国同盟＝リトアニア・キリスト教民主党は第2党に後退。
- 28日 - ウクライナ最高議会選挙。
- 28日 - インドのシン首相が内閣改造を断行。
- 29日 - 第181回国会（臨時国会）が開会。
- 29日 - 民主党の衆院議員熊田篤嗣と水野智彦が離党届を提出。両議員は地域政党・減税日本に合流。
- 31日 - 石原慎太郎東京都知事が退任。在任期間は、4,941日間（約13年6ヶ月）で、鈴木俊一元知事に次いで歴代2位となった。
- 31日 - 減税日本（地域政党）が、熊田篤嗣と水野智彦の合流により所属議員が5名となったため、国政政党化。
- 31日 - リビア制憲議会は、ゼイダーン首相の組閣案を承認。移行政権が発足[90]。
- 31日 - アルゼンチンの下院は、選挙の投票年齢を18歳から16歳に引き下げる法案を可決、成立[91]。

### 11月
- 1日-4日 - 第17期中国共産党中央委員会第7回総会（7中総会）
- 5日 - オランダで第2次ルッテ政権が発足。
- 5日-6日 - 第9回アジア欧州会合首脳会合
- 6日 - ロシアのプーチン大統領は、汚職疑惑を受けたセルジュコフ国防相を罷免し、ショイグモスクワ州知事を任命[92]。
- 6日-7日 - アメリカ大統領選挙が投開票され民主党・現職のオバマ大統領が共和党・新人のロムニー前マサチューセッツ州知事を破り332人の選挙人を獲得し再選を確実とした。また、上院議員選挙、下院議員選挙、州知事選挙（11州）もそれぞれ投開票された。
- 6日 - 米国のコロラド州・ワシントン州で行われた住民投票で、大麻の合法化が賛成多数で可決。
- 6日 - 米国のメーン州・メリーランド州・ワシントン州で行われた住民投票で、同性婚の合法化が可決。
- 6日 - パラオ大統領選挙(en)が行われ、トミー・レメンゲサウ元大統領が当選。
- 8日 - 新党きづなの三輪信昭副代表が離党。
- 8日 - ギリシャ議会が、EU支援条件である緊縮財政策の関連法案（2年間で135億ユーロ歳出削減 他）を可決。
- 8日 - 14日 - 第18回中国共産党全国代表大会開催。中央委員、中央委員候補の選出、党規約の改正を採択。
- 12日 - 資金管理団体「陸山会」の土地購入疑惑事件で、政治資金規正法違反の罪に問われた国民の生活が第一の小沢一郎代表に東京高裁が無罪判決。同月19日に上告を断念したことで、小沢の無罪判決が確定した[93]。
- 13日 - 石原慎太郎前東京都知事が新党「太陽の党」を結成。同党は、「たちあがれ日本」が党名変更により結成され、共同代表（党首）は、石原と平沼赳夫（たちあがれ日本 代表）が就任[94]。
- 13日 - 衆院議員・平智之が、衆院会派「減税日本・平安」を離会し、「みんなの党」に入会届を衆院に提出。これに伴い、「減税日本・平安」は会派名を「減税日本」に改称。
- 14日 - 野田佳彦首相が衆議院を「16日に解散」する事を表明。
- 15日 - 第18期中央委員会第1回全体会議（1中全会）が開催され、総書記に習近平国家副主席が就任。その他、政治局常務委員が選出。
- 15日 - 民主党衆院議員の中川治と富岡芳忠と山崎誠が離党届を提出。
- 15日 - 社民党の政策審議会長阿部知子が離党届を提出。
- 15日 - 参院会派の「みどりの風」が、政党化。会派時代の4参院議員と同日 民主党に離党届を提出した衆院議員・山崎誠の5名の国会議員が参加。
- 15日 - 新党きづな が解党。内山晃（代表）以外の6衆院議員は 国民の生活が第一 に合流し、内山は無所属で活動へ。
- 16日 - 衆議院解散。
- 16日 - 民主党前衆院議員の初鹿明博、橋本勉、長尾敬、福田衣里子、川口浩の5名が離党届を提出。
- 16日 - 無所属の前衆院議員・福田衣里子が、みどりの風に入党。
- 17日 - 太陽の党が解党され所属議員5名全員が、日本維新の会に合流。同時に、日本維新の会の党役員人事を行われ、石原慎太郎（太陽の党 共同代表）が代表に、橋下徹（日本維新の会 代表）が代表代行にそれぞれ就任し、松井一郎（幹事長）と浅田均（政調会長）は再任。
- 17日 - シエラレオネ大統領選挙が行われ、アーネスト・コロマが再選[95]。
- 18日 - 栃木県知事選挙投開票され、現職の福田富一知事が3選。
- 18日 - フランス最大野党の国民運動連合が党首選を行い、19日にジャンフランソワ・コペ幹事長が党首に選出された[96]。
- 19日 - 民主党の山田正彦（元農相）、小沢鋭仁（元環境相）、阪口直人の3前衆院議員が離党届を提出。
- 19日 - 無所属前衆院議員の初鹿明博が、みどりの風 に入党。
- 19日 - 無所属の亀井静香（前国民新党代表）と山田正彦（元農相）が、新党「反TPP・脱原発・消費増税凍結を実現する党」（略称・反TPP）を結成。「反TPP」の代表（党首）に山田、幹事長に亀井がそれぞれ就任。
- 19日 - 資金管理団体「陸山会」の土地購入疑惑事件で、政治資金規正法違反の罪に問われた「国民の生活が第一」の小沢一郎代表の無罪が確定。
- 20日 - 無所属前衆院議員の橋本勉が、減税日本に入党。
- 21日 - 民主党が、熊田篤嗣、水野智彦、富岡芳忠、中川治、山崎誠、初鹿明博、橋本勉、川口浩、長尾敬、福田衣里子、小沢鋭仁、阪口直人、山田正彦の各前衆院議員 13名を除籍（除名）処分。
- 21日 - 無所属前衆院議員の中川治が、国民の生活が第一に、前衆院議員の川口浩と中津川博郷が、日本維新の会 に、それぞれ入党。
- 21日 - 減税日本の小林興起代表代行が離党届を提出。しかし、翌日の22日に、日本維新の会の公認を得られなかったため、減税日本に復帰。
- 22日 - 減税日本と反TPP・脱原発・消費増税凍結を実現する党が合流し、新党「減税日本・反TPP・脱原発を実現する党」（略称・脱原発）を結成。国会議員は、減税日本の6名、反TPPの2名が参加。河村たかし・減税日本代表と山田正彦・反TPP代表が「共同代表」に、亀井静香・反TPP 幹事長が「幹事長」にそれぞれ就任。
- 22日 - リトアニア議会は、社会民主党のアルギルダス・ブトケヴィチュース党首を新首相に承認した[97]。
- 22日 - メキシコのカルデロン大統領が同国の正式国名をメキシコ合衆国からメキシコに変える議案を議会に提出[98]。
- 23日 - 12月に行われる韓国大統領選挙の有力候補と目されていた安哲秀候補が不出馬を表明。これにより野党候補は事実上、民主統合党の文在寅候補に一本化[99]。
- 26日 - 国民新党前衆院議員の平山泰朗が離党届を提出。減税日本・反TPP・脱原発を実現する党に入党。
- 28日 - 日本未来の党が結成。代表（党首）に嘉田由紀子（滋賀県知事）、代表代行に飯田哲也がそれぞれ就任。
- 28日 - 新党大地・真民主が「新党大地」に党名を再変更。
- 29日 - 社民党が、阿部知子（前政策審議会長）を除籍（除名）処分。
- 29日 - 国連総会は、パレスチナ自治政府を「非加盟オブザーバー国家」（参加地位）に格上げする決議案を可決。
- 30日 - 民主党前衆院議員の辻恵が離党届を提出。

### 12月
- 1日 - 民主党が、離党届を提出した前衆院議員・辻恵に除籍（除名）処分。
- 1日 - クウェート国民議会選挙 投開票。
- 1日 - メキシコ大統領にエンリケ・ペーニャ・ニエトが就任。
- 2日 - スロベニア大統領選挙の決選投票が行われ、ボルト・パホル前首相が初当選。
- 3日 - ウクライナのアザロフ内閣が総辞職。
- 4日 - 衆議院議員総選挙 公示。
- 4日 - ドイツのキリスト教民主同盟党首選でアンゲラ・メルケル現首相が7選[100]。
- 7日 - ガーナ大統領選挙。マハマ大統領が再選。
- 9日 - ルーマニア議会選挙が行われ、連立与党の社会民主連合が圧勝。
- 11日 - マリ共和国のディアラ暫定首相が軍に拘束され、総辞職を表明。
- 11日 - 欧州議会は、単一特許制度を承認（2014年1月1日発効）。
- 13日 - ウクライナ議会は、アザロフ首相の再任を承認。
- 14日 - オバマ大統領がマグニツキー法に署名。
- 15日 - エジプトで新憲法案に関する国民投票(1回目)。
- 16日 - 衆議院議員総選挙 投開票され、自民党・公明党が325議席を獲得し、政権復帰を果たす。一方、野田佳彦首相が、民主党代表の辞意を表明。
- 16日 - 東京都知事選挙 投開票され、猪瀬直樹が初当選。
- 17日 - 国民新党の自見庄三郎代表、森田高総務政務官、浜田和幸外務政務官の3名が参院会派「民主党・新緑風会・国民新党」を退会し、新会派「国民新党」を結成。それに伴い「民主党・新緑風会」へ名称変更。
- 17日 - アメリカ大統領選挙で選挙人による投票。
- 17日 - ルーマニア大統領が、ポンタ現首相を首相に指名。
- 18日 - 南アフリカ共和国の与党アフリカ民族会議の党首選挙が行われ、ズマ大統領が再選。
- 19日 - 韓国大統領大統領選挙 投開票され、与党・セヌリ党の朴槿恵候補が当選。これにより、韓国初の女性大統領となった。
- 20日 - 自民党の山崎拓（元副総裁）が山崎派会長を辞任。後任に石原伸晃（前幹事長）が就任し、山崎派から石原派に改称。山崎は、石原派の最高顧問に就任。
- 21日 - 民主党の鹿野道彦（元農相）が鹿野グループ（鹿野G）会長を辞任。後任に大畠章宏（前国土交通相）が就任し、鹿野Gから大畠Gに改称。
- 21日 - イタリアのモンティ首相が辞任。翌日22日に、ナポリターノ大統領が議会を解散。（総選挙は来年2月24日・25日実施予定。）
- 21日-23日 - 京都議定書規定の、2008年から5年間の温室効果ガス年平均排出量削減目標期限。
- 22日 - エジプトで新憲法案に関する国民投票(2回目)。63.8%が賛成し、新憲法は承認となった。
- 25日 - 野田佳彦の後任を選ぶ、民主党代表選挙が実施され、元経済産業相海江田万里が90票で元国土交通相馬淵澄夫（54票）を破り新代表に選出。
- 25日 - 自民党の総裁安倍晋三が党役員人事を実施。副総裁高村正彦と幹事長石破茂が留任、政調会長に広報本部長高市早苗、総務会長に元郵政相野田聖子を任命。選対局長河村建夫を「選対委員長」として党3役級に格上した上で留任。この他、幹事長代行に総務会長細田博之、国対委員長に元環境相鴨下一郎、広報本部長に元防衛相小池百合子を任命。
- 26日 - 第182回国会（特別会）が開会。衆院議長に自民党の元財務相伊吹文明、衆院副議長に民主党の元農相赤松広隆が選出。
- 26日 - 野田第3次改造内閣が、総辞職。在職期間は482日間で、2009年にスタートした民主党政権は、鳩山、菅、野田の3内閣にわたって続き、先の衆院選で壊滅的な敗北を喫したことにより、1198日で幕を閉じた。
- 26日 - 自民党の総裁・安倍晋三が、衆・参両院で首班指名され、内閣総理大臣に就任。これにより第2次安倍内閣が発足。
- 26日 - 民主党の代表・海江田万里が党役員人事を実施。代表代行に大畠章宏（元国土交通相）、幹事長に細野豪志（政調会長）、政調会長に桜井充（元政調会長代理）、国対委員長に髙木義明（元文部科学相）、幹事長代行に馬淵澄夫（元国土交通相）を任命。
- 26日 - エジプトのムルシ大統領が新憲法に署名。憲法施行。
- 27日 - 内閣総理大臣・安倍晋三が、第2次安倍内閣の副大臣、政務官を任命。
- 27日 - 日本未来の党が、党名を「生活の党」に改称。代表（党首）も嘉田由紀子（滋賀県知事）から森裕子（副代表）に交代。それに伴い、嘉田と衆院議員阿部知子・亀井静香（元国民新党代表）が離党届を提出。今後、嘉田と阿部は、政治団体「日本未来の党」を設立する見通し。亀井は当面の間、無所属で活動へ。
- 27日 - 自民党志帥会（伊吹派）は、会長の伊吹文明が衆議院議長に選出され、慣例により同派を離脱したことに伴い、二階俊博が後任会長となり、二階派に移行 。
- 28日 - 嘉田由紀子（滋賀県知事）と飯田哲也・阿部知子（衆院議員）が、政治団体「日本未来の党」を設立。
- 28日 - 参院会派「みどりの風」に、日本未来の党を離党した亀井静香（元国民新党代表）と、新党大地を離党した参院議員平山誠が合流し、所属議員が6名となった為 「政党」に復帰。
- 28日 - 無所属の元総務相鳩山邦夫が自民党に復党。
- 28日 - ロシアのプーチン大統領がジーマ・ヤーコヴレフ法（英語版）に署名、成立。

## 死去
- 1月1日 - キロ・グリゴロフ : マケドニア共和国初代大統領（* 1917年）
- 1月3日 - 鈴木乙一郎 : 元栃木県栃木市長（* 1924年）
- 1月4日 - 大石尚子 : 民主党衆院議員、参院議員（1936年）
- 1月9日 - マラム・バカイ・サニャ : ギニアビサウ大統領（* 1947年）
- 1月13日 - ラウフ・デンクタシュ : 北キプロス・トルコ共和国初代大統領（* 1924年）
- 1月15日 - 日出英輔 : 元自民党参院議員（1941年）
- 1月15日 - マヌエル・フラガ・イリバルネ : スペイン元副首相・内務大臣（* 1922年）
- 1月15日 - エド・ダーウィンスキ : アメリカ合衆国初代退役軍人長官（* 1926年）
- 1月16日 - 飯田忠雄 : 元公明党衆院議員、参院議員（1912年）
- 1月21日 - サウード・ナシール・アル・サーウド・アル＝サバー :  クウェート元石油相（* 1944年）
- 1月28日 - 友部達夫 : 元新進党参院議員（1928年）
- 1月29日 - オスカル・ルイージ・スカルファロ : イタリア上院議員・元イタリア大統領・元教育相・元下院議長（1918年）
- 2月7日 - 対馬孝且 : 元社会党参院議員（1925年）
- 2月8日 - 宮崎角治 : 元公明党衆院議員（1928年）
- 2月9日 - 梶原清 : 元自民党参院議員（1921年）
- 2月19日 - 植竹繁雄 : 元自民党衆院議員（1930年）
- 2月19日 - 徐萬述 : 朝鮮民主主義人民共和国最高人民会議代議員、在日本朝鮮人総聯合会中央常任委員会議長（* 1927年）
- 2月20日 - ヴィタリー・ウォロトニコフ : 元ロシア・ソビエト連邦社会主義共和国最高会議幹部会議長（* 1926年）
- 2月21日 - 松井旭 : 元千葉県千葉市長（* 1924年）
- 2月27日 - 杉山憲夫 : 元自民党衆院議員（1930年）
- 2月28日 - 楢崎弥之助 : 元社民連衆院議員・元社民連副代表・書記長（1920年）
- 2月28日 - 河原宏 : 政治学者・早稲田大学政治経済学部 名誉教授（1928年）
- 3月6日 - フランシスコ・シャビエル・ド・アマラル : ティモール社会民主協会党首（* 1937年）
- 3月11日 - 永江一仁 : 元民社党衆院議員（1936年）
- 3月18日 - 段本幸男 : 元自由民主党参院議員（1944年）
- 3月18日 - ジョージ・トゥポウ5世 : トンガ国王（* 1948年）
- 3月21日 - 今枝敬雄 : 元自民党衆院議員（1924年）
- 3月23日 - アブドゥラヒ・ユスフ : ソマリア元大統領（1934年）
- 4月1日 - ミゲル・デ・ラ・マドリ・ウルタード : メキシコ合衆国第52代元大統領（* 1934年）
- 4月3日 - 山口シヅエ : 元衆院議員【右派社会党・日本社会党・自由民主党】
- 4月5日 - ビング・ワ・ムタリカ : マラウイ共和国元大統領（1934年）
- 4月11日 - ベン・ベラ : アルジェリア元大統領（1918年）
- 4月13日 - 深田肇、元衆院議員、参院議員【日本社会党・社会民主党】（* 1932年）
- 4月17日 - スタンリー・ロジャーズ・リーザー : アメリカ合衆国第9代陸軍長官（* 1917年）
- 4月20日 - 木本平八郎 : 元サラリーマン新党参院議員（1926年?）
- 4月21日 - チャールズ・コルソン : アメリカ合衆国元大統領特別顧問（* 1931年）
- 4月26日 - 唐橋東 : 元社会党衆院議員、元福島県喜多方市長（1912年）
- 4月29日 - シュクリー・ガーネム（英語版） : リビア元首相、元石油相（1942年）
- 4月30日 - 辻武寿 : 元公明党参院議員・元公明党委員長（現・代表）（1918年）
- 5月1日 - 河合正智 : 元公明党衆院議員（1944年）
- 5月9日 - ニコラス・カッツェンバック : アメリカ合衆国第65代司法長官（* 1922年）
- 5月17日 - 野間友一 : 元共産党衆院議員（1932年）
- 5月21日 - 大森昭 : 元日本社会党参院議員（* 1927年）
- 5月26日 - 宮澤弘 : 元自由民主党参院議員、第61代法務大臣、元広島県知事（* 1921年）
- 6月1日 - 橘康太郎 : 元自民党衆院議員（1934年）
- 6月2日 - 武田節子 : 元公明党参院議員（1924年）
- 6月7日 - アービド・ハーミド・マフムード : イラク元大統領秘書官・国家安全保障会議書記長（* 1957年）
- 6月16日 - ナエフ・ビン・アブドゥルアズィーズ : サウジアラビア皇太子・内務大臣・第一副首相（* 1934年）
- 6月21日 - 目黒今朝次郎 : 元社会党参院議員（1921年）
- 6月30日 - イツハク・シャミル : イスラエル元首相（1915年）
- 7月15日 - 福島茂夫 : 元自民党参院議員（1917年）
- 7月18日 - ジャン・フランソワ＝ポンセ : フランス元外務大臣（* 1928年）
- 7月18日 - ダーウド・ラージハ（アラビア語版） : シリア・アラブ共和国国防大臣（* 1947年）
- 7月18日 - アースィフ・シャウカト : シリア・アラブ共和国国防副大臣（* 1950年）
- 7月19日 - オマル・マフムード・スレイマーン : エジプト・アラブ共和国元副大統領（* 1936年）
- 7月22日 - 丁関根 : 中華人民共和国元鉄道部長、中国共産党元中央宣伝部長、中央統一戦線工作部長（* 1929年）
- 7月24日 - ジョン・アッタ・ミルズ : ガーナ共和国元大統領、副大統領（* 1944年）
- 7月26日 - ジェームズ・ワトキンス : アメリカ合衆国第6代エネルギー長官（* 1927年）
- 7月28日 - 伏木和雄 : 元公明党衆議院議員、元国会対策委員長、中央執行副委員長（* 1928年）
- 7月28日 - 川島実 : 元日本社会党衆議院議員（* 1936年）
- 8月5日 - 浜田幸一 : 元自民党衆院議員（1928年）
- 8月17日 - 鍵田節哉 : 元衆院議員（1937年）
- 8月20日 - メレス・ゼナウィ : エチオピア元首相（1955年）
- 8月20日 - 水田稔 : 元日本社会党衆院議員（1925年）
- 8月21日 - ゲオルク・レーバー : 西ドイツ元交通相、郵政相、国防相（* 1920年）
- 8月30日 - 相沢武彦 : 元公明党衆院議員、参院議員（1933年）
- 8月31日 - セルゲイ・ソコロフ : ソビエト連邦元国防相（* 1911年）
- 9月9日 - 田原隆 : 元自由民主党衆院議員、第54代法務大臣（1925年）
- 9月10日 - 松下忠洋 : 衆院議員【自由民主党・国民新党】・郵政民営化兼金融担当相、元国民新党副代表（1939年）
- 9月21日 - 鈴切康雄 : 元公明党衆議院議員（* 1926年）
- 9月22日 - 山田耕三郎 : 元参議院議員【一の会、連合参議院】、連合参議院（民主改革連合）初代代表、元山梨県大津市長、下阪本村村長（* 1918年）
- 9月22日 - 河上民雄 : 元社会党衆院議員（1925年）
- 9月23日 - パーヴェル・グラチョフ : ロシア連邦初代国防相（* 1948年）
- 10月6日 - シャドリ・ベンジェディド（英語版） : アルジェリア民主人民共和国第3代大統領（* 1929年）
- 10月14日 - アーレン・スペクター : アメリカ合衆国元上院議員（* 1930年）
- 10月15日 - クロード・シェソン:  フランス元外務大臣、欧州委員会委員（* 1920年）
- 10月15日 - ノロドム・シハヌーク : カンボジア王国元国王、民主カンプチア大統領、カンボジア最高国民評議会議長（* 1922年）
- 10月21日 - ジョージ・マクガバン : アメリカ合衆国元下院議員、上院議員、1972年大統領選挙民主党候補者（1922年）
- 11月6日 - 安井吉典 : 元社会党衆院議員、第57代衆議院副議長（1915年）
- 11月10日 - 藤田栄 : 元自民党衆参院議員（1930年）
- 11月15日 - 三宅久之 : 政治評論家（1930年）
- 11月15日（遺体発見） - マリア・ゴロスティエタ : メキシコティキチェオ（スペイン語版）市長（* 1976年）
- 11月16日 - アルハジ・アリウ・マハマ（英語版） : ガーナ元副大統領（英語版）（* 1946年）
- 11月17日 - バル・タッケライ（英語版） : シヴ・セーナー理事長（* 1926年）
- 11月25日 - 山田英介 : 元衆院議員【公明党・新進党・自由党】（1945年）
- 11月28日 - ジェイムズ・ホジソン : アメリカ合衆国第12代労働長官、第32代駐日アメリカ合衆国大使（* 1915年）
- 11月30日 - インデル・クマール・グジュラル : インド元首相（1919年）
- 12月6日 - ミゲル・アビア・ビテオ・ボリコ : 赤道ギニア共和国第5代首相（* 1961年）
- 12月7日 - 石井道子 : 元自民党参院議員、第34代環境庁長官（1933年）
- 12月10日 - イアジュディン・アハメド : バングラデシュ第14代大統領（* 1931年）
- 12月17日 - ダニエル・イノウエ : アメリカ合衆国上院議員、元上院仮議長、元下院議員（1924年）
- 12月18日 - ムスタファ・ウルド・サレク : モーリタニア元国家再生軍事委員会委員長（* 1936年）
- 12月19日 - 中村茂 : 元日本社会党衆院議員（1920年）
- 12月19日 - ロバート・ボーク : アメリカ合衆国第35代訴訟長官（* 1927年）
- 12月19日 - ペーター・シュトルック : ドイツ第13代国防大臣（* 1943年）
- 12月20日 - 中尾辰義 : 元公明党参議院議員（* 1916年）
- 12月22日 - 近藤隆之、元自民党衆議院議員（* 1925年）